# ماري أوديت
ماري أوديت (بالفرنسية: Mary Odette)‏ هي ممثلة فرنسية، ولدت في 10 أغسطس 1901 بدييب في فرنسا، وتوفيت في 26 مارس 1987 بستوكبورت في المملكة المتحدة.

## وصلات خارجية
- ماري أوديت على موقع IMDb (الإنجليزية)
- ماري أوديت على موقع أول موفي (الإنجليزية)
- ماري أوديت على موقع قاعدة بيانات الفيلم (الإنجليزية)
- ماري أوديت على موقع كينوبويسك (الروسية)